# Show de Turismo
O Programa Show de Turismo estreou em 8 de Julho de 1971 na TV  Rio e depois foi para a Tv Tupi Rio de Janeiro. Sua marca registrada foi o grande e versátil apresentador Paulo Monte. Exibia imagens lindas tanto do Brasil e do mundo, com paisagens realmente maravilhosas. O programa também mostrava entrevistas com pessoas ligadas ao turismo e aquelas que levavam o nome do Brasil a vários cantos do mundo. Com o fechamento da Rede Tupi, o programa transferiu-se para a Rede Bandeirantes onde permaneceu até 1996 com o fim do programa. Show de Turismo ficou 25 anos no ar. Atualmente quem promove o turismo na televisão é o jornalista Cláudio Magnavita na TV CNT.
O programa possuía também uma música tema que hoje em dia as pessoas ficam buscando. O nome da música é "The Girl From Paramaribo", executada por Alan and His Orchestra. Está tudo disponível do "You Tube".